# Nature morte aux légumes
Nature morte aux légumes est une peinture à l'huile sur toile réalisé vers 1610 par le peintre flamand baroque Frans Snyders, conservée à la Staatliche Kunsthalle Karlsruhe. La nature s'inscrit dans le style des premières œuvres de l'artiste, qui fut un temps l'un des collaborateurs du célèbre peintre baroque Rubens.

## Description
Le tableau montre des choux, bleu-violet et vert blanchâtre, des carottes géantes, des rutabagas et des radis dans un panier, une citrouille, des choux frisés et des choux-fleurs, du fenouil ou du céleri disposés en désordre ondulant au bord d'un champ reproduits en partie de manière surdimensionnée.
Le tableau semble représenter la récolte d'un couple de paysans figurés en minuscule dans le lointain, comme renvoyés à l'état subalterne alors même qu'ils travaillent la terre, entourés de leur charrette et de leur cheval. La peinture constitue pour cette raison une nature morte inversée.
Les légumes sont de magnifiques légumes d'hiver locaux, pleins d'une vitalité débordante. Ils s'empilent jusqu'au bord supérieur, étendent leurs racines et leurs tiges dans toutes les directions et déploient leurs feuilles grinçantes. Le tableau donne l'impression d'une abondance de récoltes et d'un foisonnement.

## Analyse
Cette nature morte sur grand format est rare dans sa démonstration. L'inversion des valeurs rappelle les natures mortes inversées de Pieter Aertsen ou de Joachim Bueckelaer, qui relèguent les scènes religieuses derrière les gros plans de marchés ou de cuisines.
Les agriculteurs sont réduits à la portion congrue, la marchandise triomphe, dominant tout, jusqu'à celui ou celle qui la produisent, telle une leçon marxiste avant l'heure. Les choux, cardons, melons et carottes forment une montagne de choses qui se déverse sur le spectateur pour montrer la puissance tellurique de la nouvelle économie de marché qui envahit l'espace social et ses représentations.
La couleur et la lumière éclairent le cœur des légumes lustrés par la riche peinture, qui ajoute à la sensualité en faisant paraître les paysans et leur animal d'autant plus ternes. Snyders annonce le règne des choses qui prennent le dessus en occupant la scène principale.

## Exposition
Cette peinture est exposée dans le cadre de l'exposition Les Choses. Une histoire de la nature morte au musée du Louvre du 12 octobre 2022 au 23 janvier 2023, parmi les œuvres de l'espace nommé « Accumulation, échange, marché, pillage ».